# Beckeria
Beckeria is een geslacht van kevers uit de familie van de loopkevers (Carabidae). De wetenschappelijke naam van het geslacht is voor het eerst geldig gepubliceerd in 1931 door Jedlicka.

## Soorten
Het geslacht Beckeria is monotypisch en omvat slechts de volgende soort:
- Beckeria horni Jedlicka, 1931